# Lasioglossum reasbeckae
Lasioglossum reasbeckae är en biart som först beskrevs av Gibbs 2010. Den ingår i släktet smalbin och familjen vägbin. Arten förekommer i sydvästligaste Kanada och nordvästligaste USA.

## Beskrivning
Endast honan är beskriven. Huvudet, mellankroppen och bakkroppens ovansida är gyllengröna med ett blåaktigt skimmer, bakkroppen dock svagare färgad och utan något blått skimmer. Dess undersida är brun. Segmentens bakkanter är rödbruna till genomskinligt gula på både över- och undersida. Munskölden är svartbrun på de övre 80 procenten, mässingsfärgad på den undre delen. Antennerna är mörkbruna, undersidan på de yttre delarna brungul. Benen är bruna, med rödbruna fötter på de fyra bakre benen. Vingarna är halvgenomskinliga med rödbruna ribbor och mörkt rödbruna vingfästen.  Behåringen är vitaktig och tämligen gles; baktill på mellankroppen har den dock något kraftigare behåring. Som de flesta smalbin är arten förhållandevis liten; kroppslängden är 6,2 till 6,5 mm och framvingelängden 4,7 till 4,8 mm.

## Utbredning
Utbredningsområdet omfattar sydligaste British Columbia i Kanada, och vidate söderut genom Washington och nordligaste Oregon i USA. Den är ingenstans vanlig.

## Etymologi
Auktorn, den kanadensiska entomologen Jason Gibbs, har valt artepitetet reasbeckae efter sin mor Connie Barbara Gibbs, som hette Reasbeck som ogift.